# The Red Blood of Courage (film 1915)
The Red Blood of Courage è un cortometraggio muto del 1915 diretto e interpretato da Tom Santschi. Tratto da un soggetto di James Oliver Curwood e prodotto dalla Selig, il film - di genere western - aveva tra gli altri interpreti Bessie Eyton, Tom Bates, Lafayette McKee e Adda Gleason.

## Produzione
Il film fu prodotto dalla Selig Polyscope Company.

## Distribuzione
Distribuito dalla General Film Company, il film - un cortometraggio in due bobine - uscì nelle sale cinematografiche statunitensi il 22 febbraio 1915.